# Прапор Новомиргорода
Пра́пор Новоми́ргорода був затверджений рішенням сесії Новомиргородської міської ради VI скликання 5 вересня 2012 року рішенням № 741.

## Опис прапора
На квадратному зеленому полотнищі жовтий трикутник з червоним розширеним хрестом та горизонтальна біла хвиляста смуга; основа трикутника займає верхній край полотнища, вершина сягає його центру, ширина смуги становить 1/6 ширини прапора, відстань від смуги до нижнього краю дорівнює 1/6 ширини прапора.

## Пояснення символіки
У прапорі повторюються кольори і фігури герба з тотожним значенням. У верхній його частині зображений козацький хрест, форма якого запозичена з герба Миргорода — полкового міста засновників Новомиргорода. Зелене поле залучене з першого герба міста 1845 року і представляє період становлення населеного пункту як важливого адміністративного центру.
Срібна хвиляста балка відображає річку Велику Вись, що колись розділяла Новомиргород і Златопіль, нині об'єднані у одне ціле.
Жовтий колір на прапорі означає багатство, знатність і стабільність. Білий колір символізує мир і чистоту; сріблом також передається стихія води. Зелений колір має значення свободи, радості та надії. Червоний колір означає мужність, хоробрість та життєздатність.